# Сяо Цзе
Сяо Цзе (кит. трад.: 蕭賾; піньїнь: Xiao Ze; 440–493) — другий імператор Південної Ці з Південних династій.

## Життєпис
Був сином Сяо Даочена. Вважається розумним, поміркованим і справедливим правителем, який, однак, не міг подолати прагнення до розкошів і марнотратства.
За його правління посмертно були реабілітовані деякі чиновники Лю Сун, яких Сяо Цзе наказав перепоховати з належними почестями. 483 року він стратив кількох генералів і вищих сановників за підозрою у зраді.
485 року імператор відрядив свої війська до провінції Цзяочжоу (нині північний В'єтнам) для наведення там ладу. В результаті тамтешній губернатор утік до столиці благати про пощаду. Того ж року Сяо Цзе відновив університет.
Взимку 485 року спалахнуло повстання під проводом Тан Ючжи, який зібрав прибічників, невдоволених податками й на початку 486 року проголосив себе імператором на територіях сучасної провінції Чжецзян. Однак той заколот було швидко придушено. 487 року спалахнув новий заколот у Наньяні, який очолив Хуань Тяньшень. Останнього підтримала Північна Вей. Утім і ті заворушення вдалось приборкати за кілька місяців.
490 року в результаті мирних перемовин, ініціатором яких був імператор Північної Вей Юань Хун, було укладено мирну угоду між Північною Вей та Південною Ці. Наприкінці 490 року стався конфлікт, в результаті якого було вбито офіційного спадкоємця престолу Південної Ці, Сяо Цзисяна. Причиною того конфлікту було постачання зброї варварським племенам в обхід мирної угоди. Північна Вей зажадала каяття від Сяо Цзисяна, але той відмовився й невдовзі був задушений вейським генералом Сяо Шуньчжи.
491 року було завершено проєкт з перегляду кримінально-процесуального законодавства, що було створено ще за володарювання Цзінь.
493 року помер ще один спадкоємець престолу, Сяо Чжанмао, якому Сяо Цзе наприкінці свого правління довіряв більшість найважливіших державних справ. Після цього Сяо Цзе оголосив новим спадкоємцем свого онука, сина Сяо Чжанмао, Сяо Чжаоє. Того ж року, після смерті імператора, незважаючи на спротив частини знаті, Сяо Чжаоє зайняв трон.

## Девіз правління
- Юнмін (永明) 483—493